# Louis Bertin
Pour les articles homonymes, voir Bertin.
Louis Bertin (né à Mauriac le 27 août 1731 et mort à Mauriac le 21 décembre 1822) est un ecclésiastique qui fut évêque constitutionnel du Cantal de 1800 à 1801.

## Biographie
Louis Bertin est curé de Bassignac en 1789, partisan des idées le la Révolution française. Il prête le serment à la Constitution civile du clergé et il est nommé curé constitutionnel de sa ville natale de Mauriac. Pendant la Terreur, il s'oppose au célibat des prêtres puis renonce à son sacerdoce et s'engage à ne plus exercer de fonction religieuse.
Depuis la démission d'Alexandre Thibaut en novembre 1793, le diocèse du Cantal est privé d'évêque. Après le rétablissement des cultes en 1795, Henri Grégoire le charge d'organiser le presbytère du Cantal qu'il représente lors du concile de 1797. Il se présente ensuite à l'élection de l'assemblée départementale comme évêque constitutionnel où il obtient 2 206 voix sur 3 320, toutefois n'ayant pas atteint les deux tiers des suffrages exprimés, il refuse son élection. Un second tour est organisé le 1er avril 1800 où il est élu à la quasi-unanimité. Il est sacré dans l'église Saint-Géraud d'Aurillac le 3 mai 1801. Lorsque les négociations pour le Concordat de 1801 s'engagent, il se démet et Jean-Éléonore Montanier de Belmont est nommé évêque concordataire de Saint-Flour. Il se retire à Mauriac et refuse de renoncer à son siège épiscopal jusqu'à ce que le curé Charles de Douhet d'Auzers, futur évêque de Nevers, réussisse à le convaincre quelque temps avant sa mort, repentant le 21 décembre 1822.